# Eekhoornkoekoek
De eekhoornkoekoek (Piaya cayana) is een vogel uit de familie Cuculidae (koekoeken).

## Verspreiding en leefgebied
Deze soort komt wijdverspreid voor in Zuid- en Midden-Amerika en telt veertien ondersoorten:
- P. c. mexicana: westelijk Mexico.
- P. c. thermophila: van oostelijk Mexico tot Panama en noordwestelijk Colombia.
- P. c. nigricrissa: van westelijk Colombia tot centraal Peru en noordelijk Bolivia.
- P. c. mehleri: noordoostelijk Colombia en noordelijk Venezuela.
- P. c. mesura: oostelijk Colombia en oostelijk Ecuador.
- P. c. circe: westelijk Venezuela.
- P. c. cayana: van oostelijk en zuidelijk Venezuela tot de Guiana's en noordelijk Brazilië.
- P. c. insulana: Trinidad.
- P. c. obscura: van de rivier Juruá tot de rivier Tapajós (centraal Brazilië, ten zuiden van de Amazonerivier).
- P. c. hellmayri: van de rivier Tapajós tot het Amazonebekken (noordoostelijk Brazilië, ten zuiden van de Amazonerivier).
- P. c. pallescens: oostelijk Brazilië.
- P. c. cabanisi:  zuidelijk deel van Centraal-Brazilië.
- P. c. macroura: van zuidoostelijk Brazilië tot Paraguay, noordoostelijk Argentinië en Uruguay.
- P. c. mogenseni: zuidelijk Bolivia en noordwestelijk Argentinië.

## Externe link

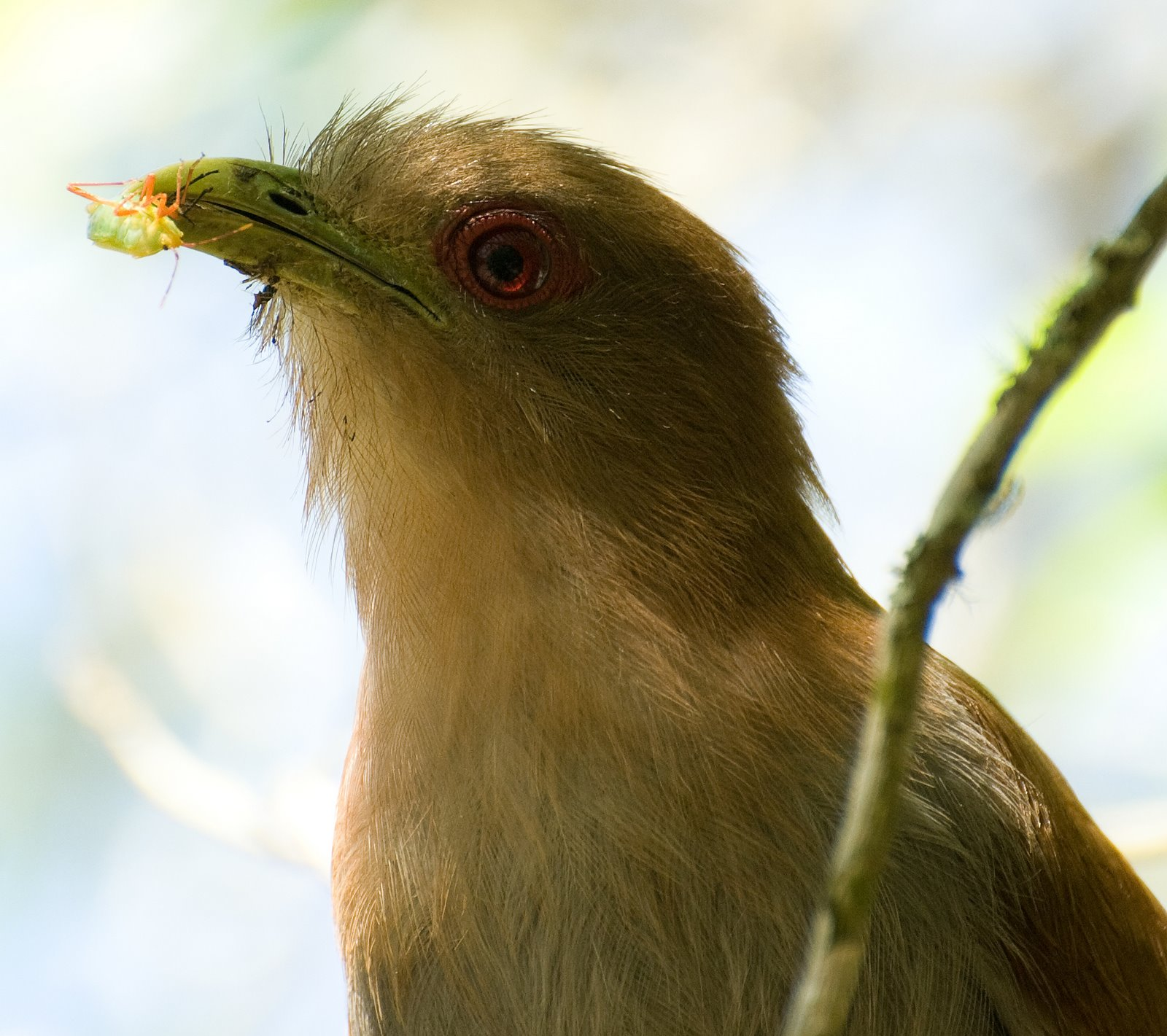
Kop van de eekhoornkoekoek